# Brigada 2 Artilerie Grea (1916-1918)
Brigada 2 Artilerie Grea a fost o mare unitate de artilerie, de nivel tactic, care s-a constituit la 14/27 august 1916, prin mobilizarea unităților și subunităților existente la pace. Din compunerea brigăzii făceau parte Regimentul 3 Artilerie Grea și Regimentul 4 Artilerie Grea. Brigada a făcut parte din organica Cetății București, fiind dislocată la pace în garnizoana București. :p. 116 
La intrarea în război, Brigada 2 Artilerie Grea a fost comandată de colonelul rz. Romulus Vivescu.:p. 17 Brigada 2 Artilerie a participat la acțiunile militare pe frontul român, doar în campania anului 1916.:pp. 200-203

## Comandanți
- Colonel Romulus Vivescu